# Tokyo Xtreme Racer 3

Capa do jogo.

Tokyo Xtreme Racer 3 é um jogo lançado pela Genki em 18 de novembro de 2003, e que faz parte da série Tokyo Xtreme Racer. Foi feito para o console Playstation 2.